# EPC-Zellen
EPC-Zellen (Epithelioma papulosum cyprini, ATCC-Nummer CRL-2872) sind eine spezifizierte, spontan immortalisierte Zelllinie aus der Goldelritze (Pimephales promelas). Sie wurde 1983 aus Gewebeproben einer durch ein nicht mehr nachweisbares Herpesvirus entstandenen, hyperplastischen Läsion etabliert (papuläres Epitheliom). Sie galt zunächst irrtümlich als Zelllinie des Karpfens (Cyprinus carpio), konnte aber durch Untersuchung der Cytochrom-c-Oxidase Untereinheit I der Goldelritze zugeordnet werden.
EPC-Zellen werden zur Anzucht und Isolierung von Viren bei verschiedenen Knochenfischen verwendet, wie auch für die molekulare Untersuchung von Fischviren. Auch für eine Toxizitätsprüfung bei marinen Sedimenten werden sie angewandt.